# アンジェラ・ロビンソン
アンジェラ・ロビンソン（Angela Robinson, 1971年2月14日 - ）は、アメリカ合衆国の映画監督・テレビ監督・脚本家・プロデューサー。イリノイ州シカゴ出身。ブラウン大学卒業、ニューヨーク大学大学院修了。

## 生い立ち
ロビンソンはイリノイ州シカゴで生まれた。ブラウン大学で演劇を専攻して学士号を取得した後、ニューヨーク大学大学院で美術学修士号（MFA）を取得した。

## キャリア
ロビンソンは、自身の作品の中でセクシャルマイノリティに関するトピックを頻繁に扱っている。2003年公開の同名短編映画及び当該作品を長編映画化した翌2004年公開の『恋のミニスカウエポン』では、監督・脚本・編集を担当。同作は第54回ベルリン国際映画祭テディ賞Siegessäule読者賞を受賞した。なお、同作の制作は、女性同性愛者の芸術活動を支援するアメリカのNPO団体「POWER UP」が担当している。
2004年から2009年まで放送されたShowtimeの人気テレビドラマ『Lの世界』に監督・脚本・プロデューサーとして参加。レズビアンやバイセクシャルの女性たちの人生を描いた同作で、計8エピソードの監督ならびに脚本を務めた。2008年以降は同作の共同エグゼクティブ・プロデューサーに就任。また、『Lの世界』のメディアミックスプロジェクトで、主にレズビアンを対象としたソーシャルネットワーキングウェブサイト「OurChart」内のウェブドラマ『Girltrash!』を製作。
2005年に公開されたリンジー・ローハン主演の映画『ハービー/機械じかけのキューピッド』では監督・脚本・プロデューサーを務めた。
2009年から放送が開始されたHBOのテレビドラマ『Hung/ハング』の脚本家兼共同プロデューサーを務め
、2012年放送開始の『トゥルーブラッド』の脚本にも参加。
2012年3月、『プリズンブレイク』のドーン・オルムステッドと『マッドマン』のマーティ・ノクソンと共に、超自然を題材にした10代向けのスリラー作品のプロデュース及び脚本をロビンソンが担当すると発表された。
ロビンソンは、映画やテレビ作品に加えて、DCコミックスで進行中のウェブシリーズの最初の4作も執筆した。『Girltrash!』の前編となる長編ミュージカル映画『Girltrash: All Night Long』（2014年公開、アレクサンドラ・コンドラック監督）の脚本・制作も担当。
2017年公開のルーク・エヴァンスとレベッカ・ホール主演の映画『ワンダー・ウーマンとマーストン教授の秘密』で監督・脚本を担当。第42回トロント国際映画祭で初公開された。

## 私生活
ロビンソンのパートナーは、脚本家兼映画・テレビ監督のアレクサンドラ・ "アレックス"・マルチネス・コンドラック（アレクサンドラ・コンドラック）である。コンドラックは政治コメンテーターのモートン・コンドラックの娘である。ロビンソンとコンドラックは共にニューヨーク大学出身であり、NYU在学中に出会った。2009年には第一子が誕生。

## フィルモグラフィー

### 映画
| 公開年 | 邦題 原題                                                                       | 監督 | 脚本 | 制作 | 備考                               |
| ------ | ------------------------------------------------------------------------------- | ---- | ---- | ---- | ---------------------------------- |
| 1995   | Chickula: Teenage Vampire                                                       | Yes  | Yes  | No   | 短編                               |
| 1999   | Ice Fishing                                                                     | No   | No   | Yes  | 短編                               |
| 2003   | D.E.B.S.                                                                        | Yes  | Yes  | No   | 短編 兼 編集                       |
| 2004   | 恋のミニスカウエポン D.E.B.S.                                                   | Yes  | Yes  | No   | 長編 兼 編集                       |
| 2005   | ハービー/機械じかけのキューピッド Herbie: Fully Loaded                          | Yes  | Yes  | Yes  |                                    |
| 2006   | Fabulous!: The Story of Queer Cinema                                            | No   | No   | No   | ドキュメンタリー 出演のみ          |
| 2014   | Girltrash: All Night Long                                                       | No   | Yes  | Yes  | 監督：アレクサンドラ・コンドラック |
| 2017   | ワンダー・ウーマンとマーストン教授の秘密 Professor Marston and the Wonder Women | Yes  | Yes  | No   |                                    |

### テレビドラマ
| 放送年    | 邦題 原題                                        | 監督 | 脚本 | 制作 | 備考                                                                                      |
| --------- | ------------------------------------------------ | ---- | ---- | ---- | ----------------------------------------------------------------------------------------- |
| 2004-2009 | Lの世界 The L Word                               | Yes  | Yes  | Yes  | 監督・脚本：S4-EP.6／S5-EP.5・10 監督のみ：S3-EP.8／S5-EP.1・7／S6-EP.3 脚本のみ：S1-EP.3 |
| 2009-2011 | ハング/Hung Hung                                 | No   | Yes  | Yes  | 脚本：S1-EP.9／S2-EP.6・9／S3-EP.6・8                                                     |
| 2010      | Gigantic                                         | Yes  | No   | No   | 監督：S1-EP.1・2                                                                          |
| 2011      | 新チャーリーズ・エンジェル Charlie's Angels      | Yes  | No   | No   | 監督：S1-EP.2                                                                             |
| 2012-2014 | トゥルーブラッド True Blood                      | No   | Yes  | No   | 脚本：S5-EP.5／S6-EP.2・5／S7-EP.1・6                                                     |
| 2015-2016 | 殺人を無罪にする方法 How to Get Away with Murder | No   | Yes  | No   | 脚本：S2-EP.4／S3-EP.2                                                                    |

### ウェブドラマ
| 公開年    | 邦題 原題  | 監督 | 脚本 | 制作 | 備考                                                                     |
| --------- | ---------- | ---- | ---- | ---- | ------------------------------------------------------------------------ |
| 2007-2009 | Girltrash! | Yes  | Yes  | Yes  | 兼 編集 共同エグゼクティブ・プロデューサー：アレクサンドラ・コンドラック |

## 受賞歴
| 年度 | 賞                                        | 部門                                     | 作品                                         | 結果       |
| ---- | ----------------------------------------- | ---------------------------------------- | -------------------------------------------- | ---------- |
| 2003 | ビッグベアーレイク国際映画祭              | 最優秀審査員賞（短編部門）               | 『D.E.B.S.』                                 | 受賞       |
| 2003 | ニューヨークレズビアン&ゲイ映画祭         | 最優秀短編作品賞                         | 『D.E.B.S.』                                 | 受賞       |
| 2003 | フィラデルフィア国際ゲイ&レズビアン映画祭 | 最優秀審査員賞（レズビアン短編映画部門） | 『D.E.B.S.』                                 | 受賞       |
| 2003 | プラネットアウト短編映画賞                | 大賞                                     | 『D.E.B.S.』                                 | 受賞       |
| 2004 | 第54回ベルリン国際映画祭テディ賞          | Siegessäule読者賞                        | 『恋のミニスカウエポン』                     | 受賞       |
| 2004 | アメリカンブラックフィルム賞              | 脚本賞                                   | 『恋のミニスカウエポン』                     | ノミネート |
| 2015 | パリレズビアン&フェミニスト映画祭         | 最優秀長編作品賞                         | 『Girltrash: All Night Long』                | 受賞       |
| 2018 | 第29回GLAADメディア賞                     | 映画賞（拡大公開部門）                   | 『ワンダー・ウーマンとマーストン教授の秘密』 | ノミネート |